# Жоффруа Вандомский
Жоффруа Вандомский (лат.  Goffridus Vindocinensis; 1065/1070, Анже, Франция — 26 марта 1132, там же) — бенедиктинский монах, писатель и кардинал. Его труды включены в «Patrologia Latina».